# Samé
Samé är en kommun i Mali.   Den ligger i regionen Kayes, i den västra delen av landet, 400 km nordväst om huvudstaden Bamako.